# John Clark (Maler)
John Clark (* 1830 in Riga, Gouvernement Livland, Russisches Kaiserreich; † 1905 ebenda) war ein russisch-lettischer Maler der Düsseldorfer Schule.

## Leben
Clark, Sohn englischer Eltern, wuchs in Riga auf und studierte ab 1853 an der Kunstakademie Düsseldorf Malerei. Dort besuchte er die Bauklasse von Rudolf Wiegmann und den kunstgeschichtlichen Unterricht von Karl Josef Ignatz Mosler. Unterricht in Anatomie und Proportionen erhielt er von Heinrich Mücke. Er wirkte als Zeichenlehrer in seiner Vaterstadt, 1898 war er „Adjunkt-Professor“ am Polytechnikum Riga. Über seinen weiteren Lebensweg ist wenig bekannt. So stellte er Violinen und Celli in Sankt Petersburg aus.